# Garveia laxa
Garveia laxa är en nässeldjursart som först beskrevs av John Fraser 1938.  Garveia laxa ingår i släktet Garveia och familjen Bougainvilliidae. Inga underarter finns listade i Catalogue of Life.